# Mathikere, Magadi
Mathikere là một làng thuộc tehsil Magadi, huyện Ramanagara, bang Karnataka, Ấn Độ.